# Којељ
Којељ или Тропоја (алб. Kojel) је насељено место у општини Тропоја у округу Кукеш, Албанија. Према попису из 1989. године било је 1.119 становника.
Према Дечанској хрисовуљи из прве половине 14. века, Требопоље (Тропоја) словенско је насеље које је додељено манастиру Високи Дечани. Средиште је средњовековне жупе Алтин.
Тропоја су једно од насеља племена Гаши.